# Bladselleri
Bladselleri (engelsk: celery, tysk: Staudensellerie) er en grøntsag med nært slægtskab til knoldselleri. Bladselleri danner ikke knold, og det er de lange, saftige og måske let træede grønne stilke, der bruges i madlavning. Blegselleri er bleget bladselleri, opnået ved en særlig dyrkningsmetode.

## Oprindelse
Bladselleri er kendt som lægeplante siden antikken og dens oprindelse er Vestasien. I Danmark er den dyrket som grøntsag siden 17.-18. århundrede.

## Brug i madlavningen
Bladselleri skåret eller revet i små stykker kan eksempelvis anvendes råt i salater (er f.eks vigtig ingrediens i waldorfsalat) eller stegt eller kogt i gryderetter. Hyppigt anvendes bladselleristykker også som snack til fx ost.

## Bleg- og bladselleri
Blegselleri er bleget bladselleri, der opstår ved at beskytte bladselleristænglerne for lys under dyrkningen (f.eks. ved som ved hypning af kartofler). Stænglerne bliver herved sprødere og får en lysere farve. Der findes også selvblegende sorter. Kommericielt dyrkes dog i Danmark kun de grønne bladsellerisorter og der foretages ingen blegning eller hypning.

## Fodnoter
1. 1 2  "Dansk Landsbrugsrådgivning om bladselleri". Arkiveret fra originalen 3. marts 2007. Hentet 17. marts 2008.
2. ↑  Artikel i Havenyt om Blad- og knoldselleri